# Тавадзе, Юлия Кирилловна
Юлия Кирилловна Тавадзе (1917, село Вани, Гурийский уезд, Кутаисская губерния — неизвестно, село Вани, Чохатаурский район, Грузинская ССР) — председатель колхоза села Вани Чохатаурского района, Грузинская ССР. Герой Социалистического Труда (1966). Депутат Верховного Совета Грузинской ССР 9-го созыва.

## Биография
Родилась в 1917 году в крестьянской семье в селе Вани Гурийского уезда. После окончания местной сельской школы трудилась в сельском хозяйстве. С середины 1930-х годов — рядовая колхозница на чайной плантации колхоза села Вани Чохатаурского района. За выдающиеся трудовые результаты и в связи с 50-летием Международного женского дня была награждена в 1960 году Орденом Трудового Красного Знамени. В последующие годы показывала высокие трудовые результаты в годы. Была избрана председателем колхоза.
Колхоз под её руководством по итогам Семилетки (1959—1965) вышел в передовые сельскохозяйственные предприятия Чохатаурского района. Указом Президиума Верховного Совета СССР от 2 апреля 1966 года удостоена звания Героя Социалистического Труда за «достигнутые успехи в развитии сельского хозяйства, промышленности и науки Грузинской ССР» с вручением ордена Ленина и золотой медали «Серп и Молот» (№ 10882).
Избиралась депутатом Верховного Совета Грузинской ССР 9-го созыва (1975—1980), делегатом XXV съезда КПСС (1976).
После выхода на пенсию проживала в родном селе Вани Чохатаурского района. Дата смерти не установлена.
Награды
- Герой Социалистического Труда
- Орден Ленина
- Орден Трудового Красного Знамени (07.03.1960)
- Орден Дружбы народов (05.03.1980)